# Riama vespertina
Riama vespertina là một loài thằn lằn trong họ Gymnophthalmidae. Loài này được Kizirian miêu tả khoa học đầu tiên năm 1996.